# Florent Lambiet
Florent Lambiet, né le 22 décembre 1995 à Thimister-Clermont en province de Liège, est un pongiste belge. Il a été champion de Belgique en double messieurs à six reprises.

## Biographie

### Carrière sportive
Florent Lambiet commence le tennis de table au CTT Minerois à l'âge de six ans. En 2008, il rejoint le TT Vervia avec qui il obtiendra la promotion en Superdivision en terminant deuxième de Division 1A en 2011. En 2013, il rejoint le TT Vedrinamur et en 2015 Le Logis Auderghem avec qui il est champion de Superdivision et vainqueur de la coupe en 2015 et en 2016 en compagnie notamment de Jean-Michel Saive,.
En 2017, il rejoint le club allemand du Werder Brême. Il rejoint ensuite en 2019 Chartres en Pro B française. Il est champion de Pro B avec Chartres en 2021 et est promu pour la saison 2021-2022 en Pro A. En 2022, il rejoint Roanne en Pro B.
Lambiet a atteint cinq fois la finale du championnat de Belgique individuel en 2016, 2017, 2020, 2022 et 2023 sans jamais la remporter. Il l'a toutefois gagné six fois en double de 2014 à 2016 avec Lauric Jean et en 2019, 2020 et 2023 avec Martin Allegro. Il a été, de 2018 à 2022, classé A2 (deuxième meilleur joueur de Belgique) et sa meilleure place au classement mondial fut la 86e en 2018.

## Palmarès
2008
- Champion de Belgique minime en double avec Valentin Stapelle

2010
- Champion de Belgique cadet

2011
- Deuxième de deuxième division de Belgique et promotion en Superdivision avec le TT Vervia
- Troisième aux Championnats d'Europe junior en équipe avec la Belgique

2013
- Champion de Belgique junior

2014
- Champion de Belgique en double avec Lauric Jean à Andenne

2015
- Champion de Belgique en double avec Lauric Jean à Roulers
- Vainqueur de la Superdivision avec Le Logis Auderghem
- Vainqueur de la Coupe de Belgique avec Le Logis Auderghem
- Vainqueur de l'Open de Biélorussie des moins de 21 ans à Minsk

2016
- Champion de Belgique en double avec Lauric Jean à Tournai
- Vice-champion de Belgique à Tournai
- Vainqueur de la Superdivision avec Le Logis Auderghem
- Vainqueur de la Coupe de Belgique avec Le Logis Auderghem
- Finaliste de l'Open de Belgique des moins de 21 ans à Le Coq

2017
- Vice-champion de Belgique à Louvain-la-Neuve

2018
- Vice-champion de Belgique en double avec Martin Allegro à Louvain-la-Neuve

2019
- Champion de Belgique en double avec Martin Allegro à Anvers
- Finaliste de l'Open de Croatie en double avec Martin Allegro à Zagreb
- Finaliste de l'Open du Canada en double avec Martin Allegro à Markham

2020
- Champion de Belgique en double avec Martin Allegro à Spa
- Vice-champion de Belgique à Spa
- Finaliste de l'Open d'Oman en double avec Martin Allegro à Mascate

2021
- Vainqueur du Championnat de France Pro B et promotion en Pro A avec Chartres

2022
- Vice-champion de Belgique à Libramont
- Vice-champion de Belgique en double avec Martin Allegro à Libramont

2023
- Champion de Belgique en double avec Martin Allegro à Knokke
- Vice-champion de Belgique à Knokke
- Finaliste du WTT Feeder (en) de Düsseldorf

2024
- Vainqueur du WTT Feeder (en) de Manchester en double avec Martin Allegro
- Champion de Belgique à Leuze-en-Hainaut